# Croton sarcopetaloides
Espèce
Croton sarcopetaloides est une espèce de plantes à fleurs du genre Croton et de la famille des Euphorbiaceae, présente au Brésil (Mato Grosso).
Il a pour synonyme :
- Oxydectes sarcopetaloides, (S.Moore) Kuntze